# Goze

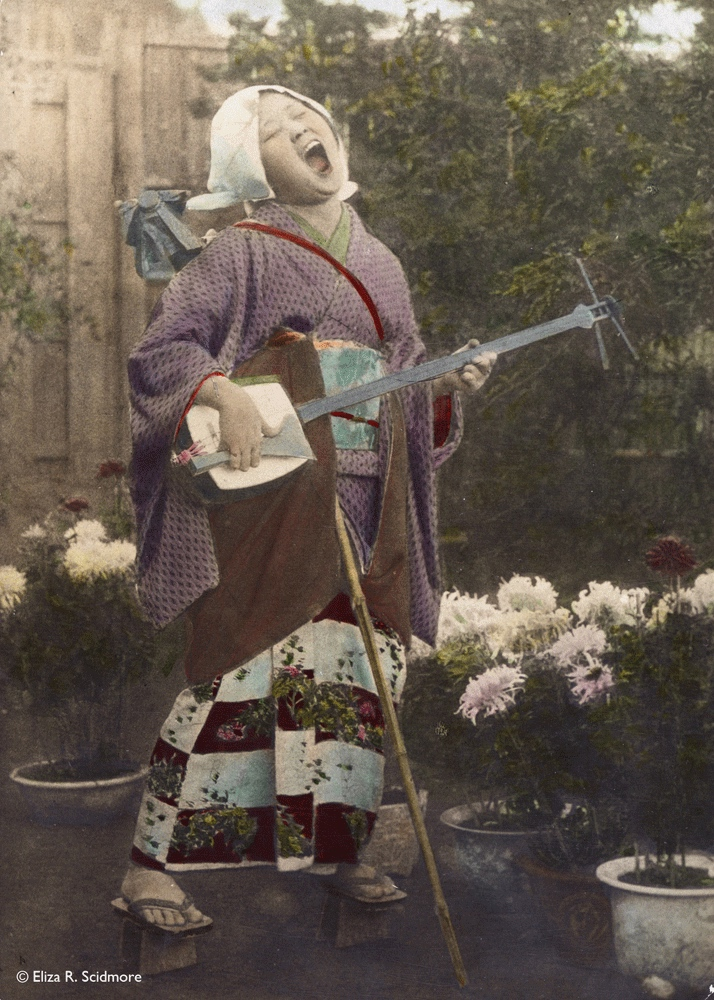
Goze cantando en el jardín de crisantemos.

Goze (瞽女?) es un término histórico japonés referido a las mujeres con discapacidad visual, muchas de las cuales trabajaban como músicas. Tras la Segunda Guerra Mundial su número decayó, viviendo las últimas de ellas en un refugio para personas con ceguera.

## Etimología
Las ideografías para goze significan "ciego" y "mujer". El kanji es así porque las ideografías individuales para goze ya existen. Goze es más derivado de mekura gozen (盲御前?), que también significa "mujer ciega" (gozen es un pronombre formal de segunda persona). A pesar de que el término goze se puede encontrar en anotaciones medievales, otros términos como mōjo (盲女?), jomō (女盲?) ya están en uso (especialmente en anotaciones escritas) hasta la era moderna. En la lengua hablada, el término goze es normalmente sufijado como honorífico: goze-san, goze-sa, goze-don, etc.